# Präfekturuniversität Nagasaki
Koordinaten: 33° 11′ 9,2″ N, 129° 40′ 0,4″ O

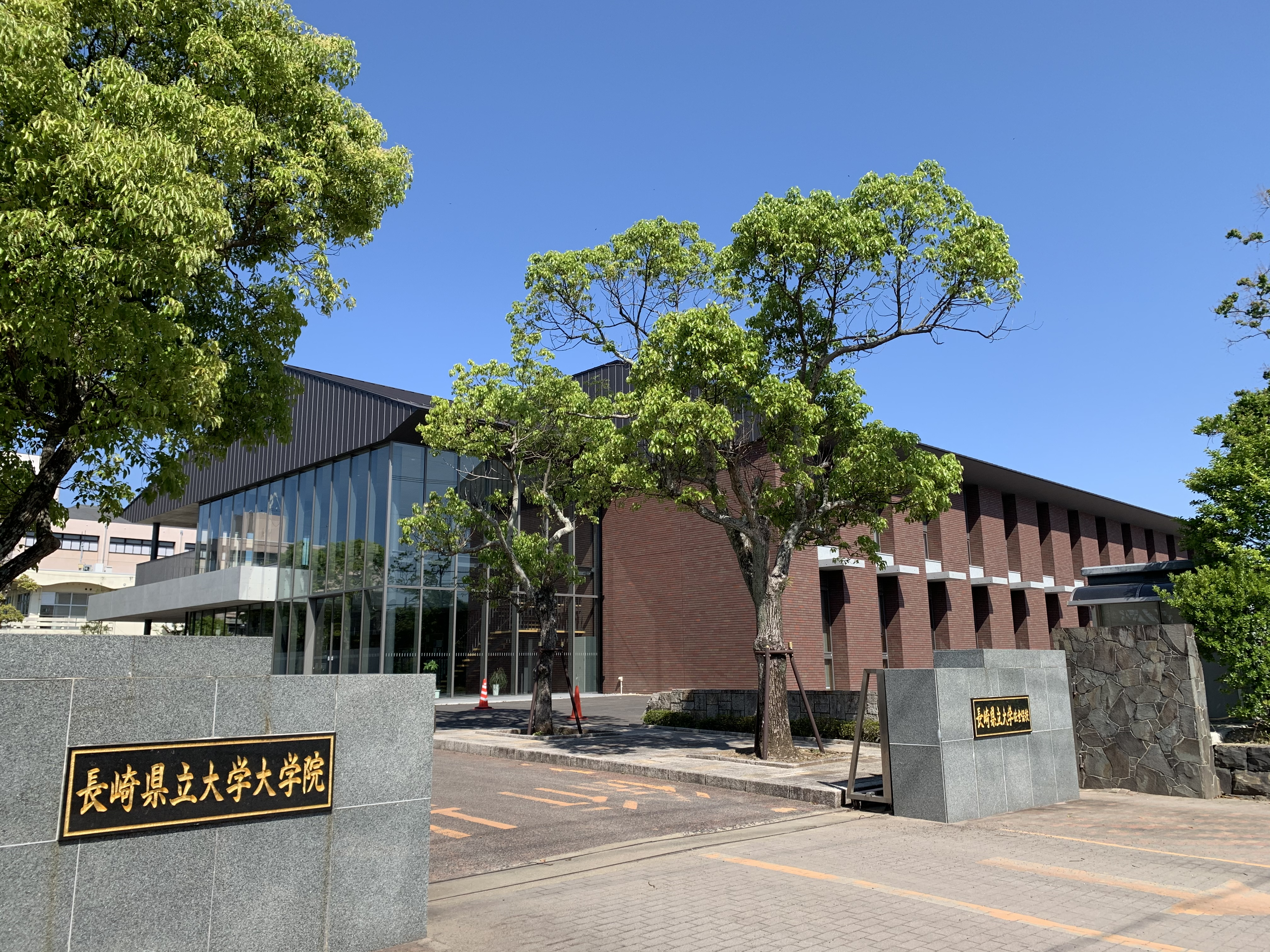
Verwaltungsgebäude im Sasebo-Campus (2021)

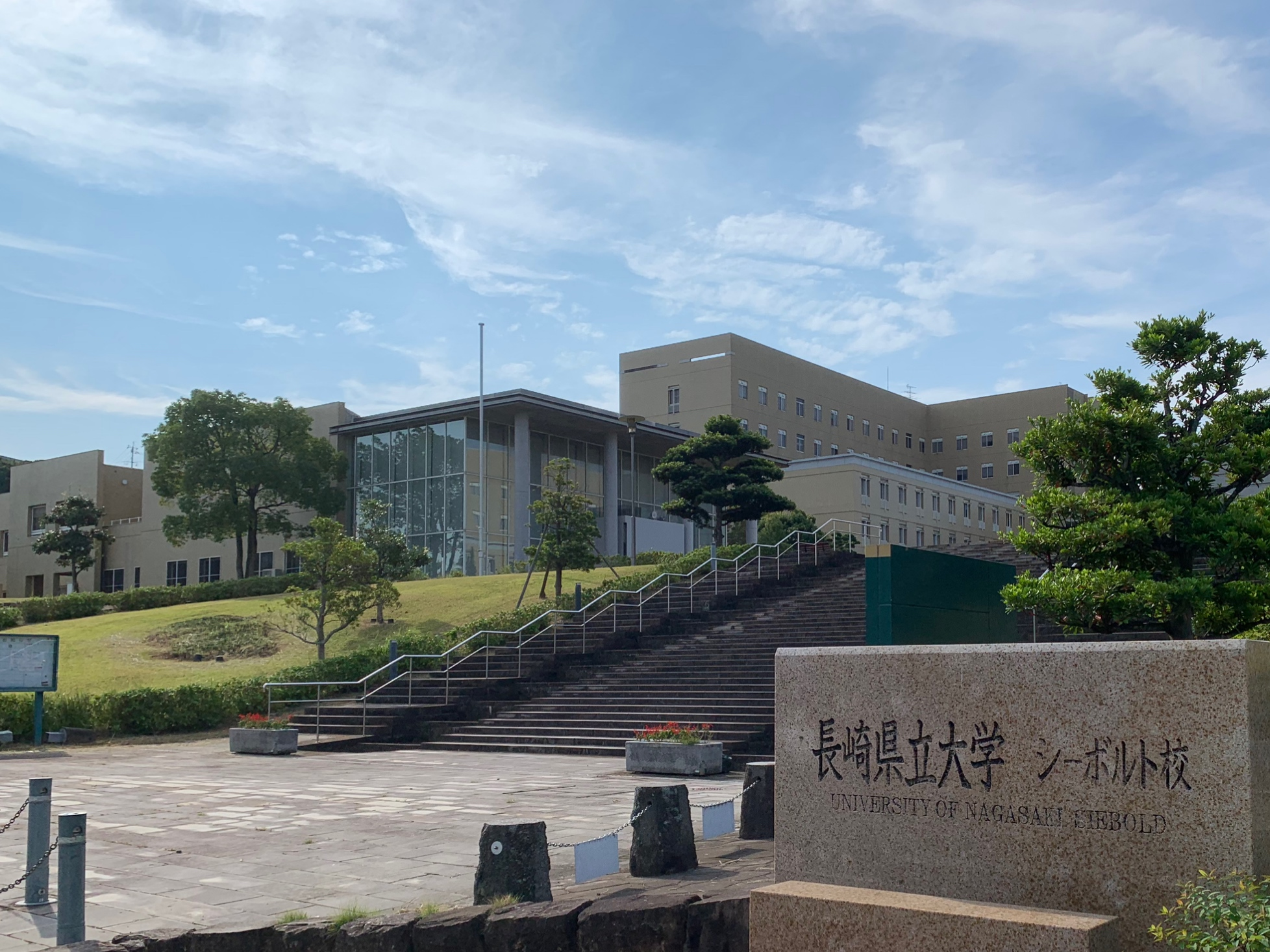
Haupttor zum Siebold-Campus (2021)

Die Präfekturuniversität Nagasaki (jap. 長崎県立大学, Nagasaki-kenritsu daigaku; engl. University of Nagasaki) ist eine öffentliche Universität in Japan. Der Hauptcampus liegt in Sasebo in der Präfektur Nagasaki.

## Geschichte
Die Universität wurde 2008 durch den Zusammenschluss zweier Universitäten eingerichtet. Die zwei waren die (ältere) Präfekturuniversität Nagasaki (engl. Nagasaki Prefectural University) in Sasebo und die Präfekturale Siebold-Universität Nagasaki (jap. 県立長崎シーボルト大学, Kenritsu Nagasaki Shīboruto Daigaku; engl. Siebold University of Nagasaki, kurz: SUN) in Nagayo.

### (Ältere) Präfekturuniversität Nagasaki
Die Universität wurde 1951 als Präfekturale Handelskurzuniversität Sasebo (長崎県立佐世保商科短期大学) gegründet. 1957 wurden sie und die Frauenkurzuniversität zur Präfekturalen Kurzuniversität Nagasaki (長崎県立短期大学) zusammengelegt. 1967 entwickelte die Handelsbildungs-Abteilung der Kurzuniversität sich zur Präfekturalen Internationalen Wirtschaftsuniversität Nagasaki (長崎県立国際経済大学, Nagasaki-kenritsu kokusai keizai daigaku; engl. Nagasaki Prefectural University of International Economics). 1991 wurde sie in (ältere) Präfekturuniversität Nagasaki umbenannt.

### Präfekturale Siebold-Universität Nagasaki
Die Universität wurde 1902 als Höhere Mädchenschule Nagasaki (長崎高等女学校) gegründet. 1923 gründete sie den Aufbaukurs. 1947 entwickelte der Aufbaukurs sich zur Präfekturalen Frauenfachschule Nagasaki (長崎県立女子専門学校). 1950 wurde sie in Präfekturale Frauenkurzuniversität Nagasaki (長崎県立女子短期大学, Nagasaki-kenritsu joshi tanki daigaku) reorganisiert. 1957 wurden sie und die Handelskurzuniversität Sasebo zur Präfekturalen Kurzuniversität Nagasaki zusammengelegt. 1969 wurde sie in Präfekturale Frauenkurzuniversität Nagasaki umbenannt (älterer Name wieder).
Seit 1949 befand die Schule sich in Narutaki, in der Nähe der ehemaligen Privatschule (Narutaki-Juku) von Philipp Franz von Siebold. 1999 entwickelte sie sich zur koedukativen Präfekturalen Siebold-Universität Nagasaki auf dem neuen Campus in Nagayo.

## Fakultäten
- Sasebo-Campus (in Sasebo, 33° 11′ 9,2″ N, 129° 40′ 0,4″ O):
  - Fakultät für Betriebswirtschaftslehre
  - Fakultät für Regionales Design und Entwicklung
- Siebold-Campus (in Nagayo, 32° 48′ 29,8″ N, 129° 52′ 29,9″ O):
  - Fakultät für Global- und Medienstudien
  - Fakultät für Informatik
  - Fakultät für Pflege- und Ernährungswissenschaften